# Saison 2023-2024 des Nuggets de Denver
La saison 2023-2024 des Nuggets de Denver est la 48e saison de la franchise en National Basketball Association (NBA).
Le 31 mars, les Nuggets se qualifient pour les playoffs. 
Le 19 mai, ils sont éliminés par les Timberwolves du Minnesota en demi-finale de conférence des playoffs (3-4) après avoir battu les Lakers de Los Angeles au premier tour (4-1). 

## Draft
| Tour | Choix | Joueur        | Poste | Nationalité | Provenance          |
| ---- | ----- | ------------- | ----- | ----------- | ------------------- |
| 2    | 40    | Maxwell Lewis | SF    | États-Unis  | Waves de Pepperdine |

## Matchs

### Summer League
| Summer League Total: 2-3 |

| Match | Date match | Équipe    | Score    | Meilleur marqueur     | Meilleur rebondeur    | Meilleur passeur       | Lieux Spectateurs      | Série |
| ----- | ---------- | --------- | -------- | --------------------- | --------------------- | ---------------------- | ---------------------- | ----- |
| 1     | 7 juillet  | Milwaukee | D 85-92  | Peyton Watson (23)    | Kamagate, Pickett (6) | Golden, Pickett (5)    | Thomas & Mack Center 0 | 0 - 1 |
| 2     | 9 juillet  | Atlanta   | D 93-98  | Trois joueurs (16)    | Aamir Simms (5)       | Jalen Pickett (5)      | Cox Pavilion 0         | 0 - 2 |
| 3     | 12 juillet | Utah      | D 91-96  | Julian Strawther (21) | Hunter Tyson (12)     | Jalen Pickett (8)      | Cox Pavilion 0         | 0 - 3 |
| 4     | 14 juillet | Miami     | V 112-81 | Hunter Tyson (31)     | Collin Gillespie (9)  | Collin Gillespie (8)   | Cox Pavilion 0         | 1 - 3 |
| 5     | 15 juillet | New York  | V 89-86  | Julian Strawther (25) | Julian Strawther (9)  | Gillespie, Pickett (6) | Thomas & Mack Center 0 | 2 - 3 |

### Pré-saison
| Pré-saison Total: 3-2 (Domicile : 1-0; Extérieur : 2-2) |

| Match | Date match | Équipe          | Score           | Meilleur marqueur     | Meilleur rebondeur | Meilleur passeur   | Lieux Spectateurs       | Série |
| ----- | ---------- | --------------- | --------------- | --------------------- | ------------------ | ------------------ | ----------------------- | ----- |
| 1     | 10 octobre | @ Phoenix       | V 115-107       | Julian Strawther (20) | Aaron Gordon (7)   | Jamal Murray (5)   | Footprint Center 17 071 | 1 - 0 |
| 2     | 12 octobre | @ Chicago       | D 123-133 (2OT) | Nikola Jokić (17)     | Huff, Jokić (6)    | Jamal Murray (5)   | United Center 19 975    | 1 - 1 |
| 3     | 15 octobre | Chicago         | V 116-102       | Julian Strawther (23) | Nikola Jokić (9)   | Jokić, Murray (5)  | Ball Arena 17 286       | 2 - 1 |
| 4     | 17 octobre | @ L.A. Clippers | D 103-116       | Hunter Tyson (19)     | Braxton Key (10)   | DeAndre Jordan (4) | Crypto.com Arena 16 182 | 2 - 2 |
| 5     | 19 octobre | @ L.A. Clippers | V 103-90        | Nikola Jokić (25)     | Nikola Jokić (14)  | Nikola Jokić (8)   | Crypto.com Arena 15 007 | 3 - 2 |

### Saison régulière
| Saison régulière Total: 57-25 (Domicile : 33-8; Extérieur : 24-17) |

| Match | Date       | Équipe          | Score     | Meilleur marqueur  | Meilleur rebondeur      | Meilleur passeur  | Lieux Spectateurs    | Série |
| ----- | ---------- | --------------- | --------- | ------------------ | ----------------------- | ----------------- | -------------------- | ----- |
| 1     | 24 octobre | L.A. Lakers     | V 119-107 | Nikola Jokić (29)  | Nikola Jokić (13)       | Nikola Jokić (11) | Ball Arena 19 842    | 1 - 0 |
| 2     | 27 octobre | @ Memphis       | V 108-104 | Jokić, Murray (22) | Michael Porter Jr. (13) | Nikola Jokić (7)  | FedExForum 16 617    | 2 - 0 |
| 3     | 29 octobre | @ Oklahoma City | V 128-95  | Nikola Jokić (28)  | Nikola Jokić (14)       | Jamal Murray (8)  | Paycom Center 18 203 | 3 - 0 |
| 4     | 30 octobre | Utah            | V 110-102 | Nikola Jokić (27)  | Nikola Jokić (10)       | Jamal Murray (14) | Ball Arena 19 671    | 4 - 0 |

| Match                                                                      | Date         | Équipe                 | Score     | Meilleur marqueur       | Meilleur rebondeur      | Meilleur passeur    | Lieux Spectateurs                 | Série  |
| -------------------------------------------------------------------------- | ------------ | ---------------------- | --------- | ----------------------- | ----------------------- | ------------------- | --------------------------------- | ------ |
| 5                                                                          | 1er novembre | @ Minnesota            | D 89-110  | Nikola Jokić (25)       | Nikola Jokić (10)       | Jamal Murray (6)    | Target Center 18 024              | 4 - 1  |
| 6                                                                          | 3 novembre   | Dallas*                | V 125-114 | Nikola Jokić (33)       | Nikola Jokić (14)       | Jamal Murray (13)   | Ball Arena 19 729                 | 5 - 1  |
| 7                                                                          | 4 novembre   | Chicago                | V 123-101 | Nikola Jokić (28)       | Nikola Jokić (16)       | Nikola Jokić (9)    | Ball Arena 19 610                 | 6 - 1  |
| 8                                                                          | 6 novembre   | La Nouvelle-Orléans    | V 134-116 | Nikola Jokić (35)       | Nikola Jokić (14)       | Nikola Jokić (12)   | Ball Arena 19 544                 | 7 - 1  |
| 9                                                                          | 8 novembre   | Golden State           | V 108-105 | Nikola Jokić (35)       | Nikola Jokić (13)       | Reggie Jackson (6)  | Ball Arena 19 737                 | 8 - 1  |
| 10                                                                         | 12 novembre  | @ Houston              | D 104-107 | Nikola Jokić (36)       | Nikola Jokić (21)       | Nikola Jokić (11)   | Toyota Center 18 055              | 8 - 2  |
| 11                                                                         | 14 novembre  | L.A. Clippers*         | V 111-108 | Nikola Jokić (32)       | Nikola Jokić (16)       | Nikola Jokić (9)    | Ball Arena 19 661                 | 9 - 2  |
| 12                                                                         | 17 novembre  | @ La Nouvelle-Orléans* | D 110-115 | Nikola Jokić (26)       | Nikola Jokić (16)       | Nikola Jokić (18)   | Smoothie King Center 15 278       | 9 - 3  |
| 13                                                                         | 19 novembre  | @ Cleveland            | D 109-121 | Michael Porter Jr. (21) | Nikola Jokić (10)       | Nikola Jokić (7)    | Rocket Mortgage FieldHouse 19 432 | 9 - 4  |
| 14                                                                         | 20 novembre  | @ Détroit              | V 107-103 | Reggie Jackson (21)     | Michael Porter Jr. (11) | Aaron Gordon (7)    | Little Caesars Arena 19 403       | 10 - 4 |
| 15                                                                         | 22 novembre  | @ Orlando              | D 119-124 | Nikola Jokić (30)       | Nikola Jokić (13)       | Nikola Jokić (12)   | Amway Center 18 237               | 10 - 5 |
| 16                                                                         | 24 novembre  | @ Houston*             | D 86-105  | Nikola Jokić (38)       | Nikola Jokić (19)       | Nikola Jokić (8)    | Toyota Center 18 055              | 10 - 6 |
| 17                                                                         | 26 novembre  | San Antonio            | V 132-120 | Nikola Jokić (39)       | Nikola Jokić (11)       | Nikola Jokić (9)    | Ball Arena 19 665                 | 11 - 6 |
| 18                                                                         | 27 novembre  | @ L.A. Clippers        | V 113-104 | Reggie Jackson (35)     | DeAndre Jordan (13)     | Reggie Jackson (13) | Crypto.com Arena 17 071           | 12 - 6 |
| 19                                                                         | 29 novembre  | Houston                | V 134-124 | Nikola Jokić (32)       | Jokić, Porter Jr. (10)  | Nikola Jokić (15)   | Ball Arena 19 590                 | 13 - 6 |
| *Matchs comptant pour la phase de groupe du NBA In-Season Tournament 2023. |              |                        |           |                         |                         |                     |                                   |        |

| Match | Date         | Équipe          | Score     | Meilleur marqueur       | Meilleur rebondeur      | Meilleur passeur   | Lieux Spectateurs       | Série   |
| ----- | ------------ | --------------- | --------- | ----------------------- | ----------------------- | ------------------ | ----------------------- | ------- |
| 20    | 1er décembre | @ Phoenix       | V 119-111 | Nikola Jokić (21)       | Michael Porter Jr. (10) | Nikola Jokić (16)  | Footprint Center 17 071 | 14 - 6  |
| 21    | 2 décembre   | @ Sacramento    | D 117-123 | Nikola Jokić (36)       | Nikola Jokić (13)       | Nikola Jokić (14)  | Golden 1 Center 17 829  | 14 - 7  |
| 22    | 6 décembre   | @ L.A. Clippers | D 102-111 | Jamal Murray (23)       | Nikola Jokić (15)       | Nikola Jokić (10)  | Crypto.com Arena 16 365 | 14 - 8  |
| 23    | 8 décembre   | Houston         | D 106-114 | Nikola Jokić (23)       | Nikola Jokić (16)       | Reggie Jackson (6) | Ball Arena 19 544       | 14 - 9  |
| 24    | 11 décembre  | @ Atlanta       | V 129-122 | Jamal Murray (29)       | Aaron Gordon (12)       | Nikola Jokić (9)   | State Farm Arena 17 531 | 15 - 9  |
| 25    | 12 décembre  | @ Chicago       | V 114-106 | Reggie Jackson (25)     | DeAndre Jordan (10)     | Trois joueurs (6)  | United Center 20 775    | 16 - 9  |
| 26    | 14 décembre  | Brooklyn        | V 124-101 | Nikola Jokić (26)       | Nikola Jokić (15)       | Nikola Jokić (10)  | Ball Arena 19 636       | 17 - 9  |
| 27    | 16 décembre  | Oklahoma City   | D 117-118 | Nikola Jokić (24)       | Michael Porter Jr. (11) | Nikola Jokić (12)  | Ball Arena 19 611       | 17 - 10 |
| 28    | 18 décembre  | Dallas          | V 130-104 | Jamal Murray (22)       | Nikola Jokić (9)        | Nikola Jokić (7)   | Ball Arena 19 659       | 18 - 10 |
| 29    | 20 décembre  | @ Toronto       | V 113-104 | Nikola Jokić (31)       | Nikola Jokić (15)       | Jokić, Murray (6)  | Scotiabank Arena 19 800 | 19 - 10 |
| 30    | 22 décembre  | @ Brooklyn      | V 122-117 | Nikola Jokić (31)       | Nikola Jokić (11)       | Jamal Murray (9)   | Barclays Center 17 732  | 20 - 10 |
| 31    | 23 décembre  | @ Charlotte     | V 102-95  | Michael Porter Jr. (22) | Jamal Murray (12)       | Nikola Jokić (9)   | Spectrum Center 19 165  | 21 - 10 |
| 32    | 25 décembre  | Golden State    | V 120-114 | Jamal Murray (28)       | Nikola Jokić (14)       | Nikola Jokić (8)   | Ball Arena 19 811       | 22 - 10 |
| 33    | 28 décembre  | Memphis         | V 142-105 | Nikola Jokić (26)       | Nikola Jokić (14)       | Nikola Jokić (10)  | Ball Arena 19 733       | 23 - 10 |
| 34    | 29 décembre  | Oklahoma City   | D 93-119  | Nikola Jokić (19)       | Nikola Jokić (10)       | Jamal Murray (11)  | Ball Arena 19 808       | 23 - 11 |

| Match | Date        | Équipe              | Score     | Meilleur marqueur  | Meilleur rebondeur     | Meilleur passeur  | Lieux Spectateurs            | Série   |
| ----- | ----------- | ------------------- | --------- | ------------------ | ---------------------- | ----------------- | ---------------------------- | ------- |
| 35    | 1er janvier | Charlotte           | V 111-93  | Jamal Murray (25)  | Nikola Jokić (11)      | Jamal Murray (7)  | Ball Arena 19 625            | 24 - 11 |
| 36    | 4 janvier   | @ Golden State      | V 130-127 | Nikola Jokić (34)  | Gordon, Jokić (9)      | Nikola Jokić (10) | Chase Center 18 064          | 25 - 11 |
| 37    | 5 janvier   | Orlando             | D 120-122 | Nikola Jokić (29)  | Aaron Gordon (8)       | Jamal Murray (9)  | Ball Arena 19 659            | 25 - 12 |
| 38    | 7 janvier   | Détroit             | V 131-114 | Jamal Murray (37)  | Jokić, Jordan (7)      | Nikola Jokić (16) | Ball Arena 19 623            | 26 - 12 |
| 39    | 10 janvier  | @ Utah              | D 111-124 | Nikola Jokić (27)  | Nikola Jokić (11)      | Jokić, Murray (6) | Delta Center 18 206          | 26 - 13 |
| 40    | 12 janvier  | La Nouvelle-Orléans | V 125-113 | Nikola Jokić (27)  | Jokić, Porter Jr. (10) | Nikola Jokić (14) | Ball Arena 19 638            | 27 - 13 |
| 41    | 14 janvier  | Indiana             | V 117-109 | Trois joueurs (25) | Nikola Jokić (12)      | Nikola Jokić (9)  | Ball Arena 19 631            | 28 - 13 |
| 42    | 16 janvier  | @ Philadelphie      | D 121-126 | Nikola Jokić (25)  | Nikola Jokić (19)      | Jamal Murray (10) | Wells Fargo Center 19 775    | 28 - 14 |
| 43    | 19 janvier  | @ Boston            | V 102-100 | Jamal Murray (35)  | Nikola Jokić (12)      | Nikola Jokić (9)  | TD Garden 19 156             | 29 - 14 |
| 44    | 21 janvier  | @ Washington        | V 113-104 | Nikola Jokić (42)  | Nikola Jokić (12)      | Nikola Jokić (8)  | Capital One Arena 17 107     | 30 - 14 |
| 45    | 23 janvier  | @ Indiana           | V 114-109 | Nikola Jokić (31)  | Nikola Jokić (13)      | Nikola Jokić (10) | Gainbridge Fieldhouse 16 004 | 31 - 14 |
| 46    | 25 janvier  | @ New York          | D 84-122  | Nikola Jokić (31)  | Nikola Jokić (11)      | Jamal Murray (7)  | Madison Square Garden 19 812 | 31 - 15 |
| 47    | 27 janvier  | Philadelphie        | V 111-105 | Nikola Jokić (26)  | Nikola Jokić (16)      | Jokić, Murray (7) | Ball Arena 19 805            | 32 - 15 |
| 48    | 29 janvier  | Milwaukee           | V 113-107 | Jamal Murray (35)  | Nikola Jokić (16)      | Nikola Jokić (12) | Ball Arena 19 801            | 33 - 15 |
| 49    | 31 janvier  | @ Oklahoma City     | D 100-105 | Trois joueurs (16) | Aaron Gordon (13)      | Aaron Gordon (7)  | Paycom Center 16 723         | 33 - 16 |

| Match                  | Date       | Équipe         | Score     | Meilleur marqueur       | Meilleur rebondeur     | Meilleur passeur   | Lieux Spectateurs       | Série   |
| ---------------------- | ---------- | -------------- | --------- | ----------------------- | ---------------------- | ------------------ | ----------------------- | ------- |
| 50                     | 2 février  | Portland       | V 120-108 | Nikola Jokić (27)       | Nikola Jokić (22)      | Nikola Jokić (12)  | Ball Arena 19 622       | 34 - 16 |
| 51                     | 4 février  | Portland       | V 112-103 | Nikola Jokić (29)       | Jamal Murray (10)      | Aaron Gordon (3)   | Ball Arena 19 715       | 35 - 16 |
| 52                     | 8 février  | @ L.A. Lakers  | V 114-106 | Jamal Murray (29)       | Nikola Jokić (13)      | Jamal Murray (11)  | Crypto.com Arena 18 997 | 36 - 16 |
| 53                     | 9 février  | @ Sacramento   | D 106-135 | Nikola Jokić (23)       | Nikola Jokić (8)       | Nikola Jokić (7)   | Golden 1 Center 17 832  | 36 - 17 |
| 54                     | 12 février | @ Milwaukee    | D 95-112  | Nikola Jokić (29)       | Nikola Jokić (12)      | Nikola Jokić (8)   | Fiserv Forum 17 444     | 36 - 18 |
| 55                     | 14 février | Sacramento     | D 98-102  | Aaron Gordon (25)       | Aaron Gordon (15)      | Reggie Jackson (9) | Ball Arena 19 617       | 36 - 19 |
| NBA All-Star Game 2024 |            |                |           |                         |                        |                    |                         |         |
| 56                     | 22 février | Washington     | V 130-110 | Michael Porter Jr. (22) | Nikola Jokić (19)      | Nikola Jokić (15)  | Ball Arena 19 621       | 37 - 19 |
| 57                     | 23 février | @ Portland     | V 127-112 | Michael Porter Jr. (34) | Nikola Jokić (15)      | Nikola Jokić (14)  | Moda Center 18 898      | 38 - 19 |
| 58                     | 25 février | @ Golden State | V 119-103 | Nikola Jokić (32)       | Nikola Jokić (16)      | Nikola Jokić (16)  | Chase Center 18 064     | 39 - 19 |
| 59                     | 28 février | Sacramento     | V 117-96  | Jamal Murray (32)       | Nikola Jokić (14)      | Nikola Jokić (11)  | Ball Arena 19 628       | 40 - 19 |
| 60                     | 29 février | Miami          | V 103-97  | Michael Porter Jr. (30) | Jokić, Porter Jr. (11) | Nikola Jokić (7)   | Ball Arena 19 634       | 41 - 19 |

| Match | Date    | Équipe        | Score          | Meilleur marqueur       | Meilleur rebondeur     | Meilleur passeur    | Lieux Spectateurs               | Série   |
| ----- | ------- | ------------- | -------------- | ----------------------- | ---------------------- | ------------------- | ------------------------------- | ------- |
| 61    | 2 mars  | @ L.A. Lakers | V 124-114      | Nikola Jokić (35)       | Jokić, Porter Jr. (10) | Jamal Murray (11)   | Crypto.com Arena 18 997         | 42 - 19 |
| 62    | 5 mars  | Phoenix       | D 107-117 (OT) | Jamal Murray (28)       | Nikola Jokić (16)      | Jamal Murray (9)    | Ball Arena 19 589               | 42 - 20 |
| 63    | 7 mars  | Boston        | V 115-109      | Nikola Jokić (32)       | Nikola Jokić (12)      | Nikola Jokić (11)   | Ball Arena 19 855               | 43 - 20 |
| 64    | 9 mars  | Utah          | V 142-121      | Jamal Murray (37)       | Nikola Jokić (6)       | Nikola Jokić (8)    | Ball Arena 19 632               | 44 - 20 |
| 65    | 11 mars | Toronto       | V 125-119      | Nikola Jokić (35)       | Nikola Jokić (17)      | Jokić, Murray (12)  | Ball Arena 19 652               | 45 - 20 |
| 66    | 13 mars | @ Miami       | V 100-88       | Michael Porter Jr. (25) | Nikola Jokić (14)      | Nikola Jokić (6)    | Kaseya Center 19 921            | 46 - 20 |
| 67    | 15 mars | @ San Antonio | V 117-106      | Nikola Jokić (31)       | Jamal Murray (10)      | Jamal Murray (8)    | Moody Center 16 223             | 47 - 20 |
| 68    | 17 mars | @ Dallas      | D 105-107      | Jamal Murray (23)       | Nikola Jokić (11)      | Jokić, Murray (7)   | American Airlines Center 20 377 | 47 - 21 |
| 69    | 19 mars | @ Minnesota   | V 115-112      | Nikola Jokić (35)       | Nikola Jokić (16)      | Jamal Murray (11)   | Target Center 18 024            | 48 - 21 |
| 70    | 21 mars | New York      | V 113-100      | Michael Porter Jr. (31) | Nikola Jokić (14)      | Nikola Jokić (11)   | Ball Arena 19 811               | 49 - 21 |
| 71    | 23 mars | @ Portland    | V 114-111      | Reggie Jackson (23)     | Aaron Gordon (12)      | Christian Braun (6) | Moda Center 18 629              | 50 - 21 |
| 72    | 25 mars | Memphis       | V 128-103      | Nikola Jokić (29)       | Nikola Jokić (11)      | Jackson, Jokić (8)  | Ball Arena 19 536               | 51 - 21 |
| 73    | 27 mars | Phoenix       | D 97-104       | Nikola Jokić (22)       | Nikola Jokić (9)       | Nikola Jokić (10)   | Ball Arena 19 827               | 51 - 22 |
| 74    | 29 mars | Minnesota     | D 98-111       | Nikola Jokić (32)       | Nikola Jokić (10)      | Reggie Jackson (10) | Ball Arena 19 844               | 51 - 23 |
| 75    | 31 mars | Cleveland     | V 130-101      | Nikola Jokić (26)       | Nikola Jokić (18)      | Nikola Jokić (16)   | Ball Arena 19 621               | 52 - 23 |

| Match | Date     | Équipe          | Score     | Meilleur marqueur             | Meilleur rebondeur     | Meilleur passeur    | Lieux Spectateurs        | Série   |
| ----- | -------- | --------------- | --------- | ----------------------------- | ---------------------- | ------------------- | ------------------------ | ------- |
| 76    | 2 avril  | San Antonio     | V 110-105 | Nikola Jokić (42)             | Jokić, Porter Jr. (16) | Christian Braun (7) | Ball Arena 19 741        | 53 - 23 |
| 77    | 4 avril  | @ L.A. Clippers | D 100-102 | Nikola Jokić (36)             | Nikola Jokić (17)      | Nikola Jokić (10)   | Crypto.com Arena 19 370  | 53 - 24 |
| 78    | 6 avril  | Atlanta         | V 142-110 | Kentavious Caldwell-Pope (24) | Nikola Jokić (14)      | Nikola Jokić (11)   | Ball Arena 19 639        | 54 - 24 |
| 79    | 9 avril  | @ Utah          | V 111-95  | Jokić, Murray (28)            | Nikola Jokić (13)      | Nikola Jokić (7)    | Delta Center 18 206      | 55 - 24 |
| 80    | 10 avril | Minnesota       | V 116-107 | Nikola Jokić (41)             | Nikola Jokić (11)      | Aaron Gordon (9)    | Ball Arena 19 845        | 56 - 24 |
| 81    | 12 avril | @ San Antonio   | D 120-121 | Jamal Murray (35)             | Jokić, Watson (7)      | Nikola Jokić (12)   | Frost Bank Center 18 665 | 56 - 25 |
| 82    | 14 avril | @ Memphis       | V 126-111 | Jamal Murray (21)             | Nikola Jokić (15)      | Trois joueurs (5)   | FedExForum 17 544        | 57 - 25 |

### Playoffs
| Playoffs Total: 7-5 (Domicile : 4-3; Extérieur : 3-2) |

| Match | Date match | Équipe        | Score     | Meilleur marqueur | Meilleur rebondeur | Meilleur passeur  | Lieux Spectateurs       | Série |
| ----- | ---------- | ------------- | --------- | ----------------- | ------------------ | ----------------- | ----------------------- | ----- |
| 1     | 20 avril   | L.A. Lakers   | V 114-103 | Nikola Jokić (32) | Nikola Jokić (12)  | Jamal Murray (10) | Ball Arena 19 731       | 1 - 0 |
| 2     | 22 avril   | L.A. Lakers   | V 101-99  | Nikola Jokić (27) | Nikola Jokić (20)  | Nikola Jokić (10) | Ball Arena 19 711       | 2 - 0 |
| 3     | 25 avril   | @ L.A. Lakers | V 112-105 | Aaron Gordon (29) | Gordon, Jokić (15) | Jokić, Murray (9) | Crypto.com Arena 18 997 | 3 - 0 |
| 4     | 27 avril   | @ L.A. Lakers | D 108-119 | Nikola Jokić (33) | Nikola Jokić (14)  | Nikola Jokić (14) | Crypto.com Arena 18 997 | 3 - 1 |
| 5     | 29 avril   | L.A. Lakers   | V 108-106 | Jamal Murray (32) | Nikola Jokić (20)  | Nikola Jokić (9)  | Ball Arena 19 861       | 4 - 1 |

| Match | Date match | Équipe      | Score     | Meilleur marqueur  | Meilleur rebondeur | Meilleur passeur  | Lieux Spectateurs    | Série |
| ----- | ---------- | ----------- | --------- | ------------------ | ------------------ | ----------------- | -------------------- | ----- |
| 1     | 4 mai      | Minnesota   | D 99-106  | Nikola Jokić (32)  | Nikola Jokić (8)   | Nikola Jokić (9)  | Ball Arena 19 915    | 0 - 1 |
| 2     | 6 mai      | Minnesota   | D 80-106  | Aaron Gordon (20)  | Nikola Jokić (16)  | Nikola Jokić (8)  | Ball Arena 19 942    | 0 - 2 |
| 3     | 10 mai     | @ Minnesota | V 117-90  | Jokić, Murray (24) | Aaron Gordon (14)  | Aaron Gordon (9)  | Target Center 19 733 | 1 - 2 |
| 4     | 12 mai     | @ Minnesota | V 115-107 | Nikola Jokić (35)  | Gordon, Jokić (7)  | Jamal Murray (8)  | Target Center 19 583 | 2 - 2 |
| 5     | 14 mai     | Minnesota   | V 112-97  | Nikola Jokić (40)  | Aaron Gordon (10)  | Nikola Jokić (13) | Ball Arena 19 992    | 3 - 2 |
| 6     | 16 mai     | @ Minnesota | D 70-115  | Nikola Jokić (22)  | Nikola Jokić (9)   | Jamal Murray (5)  | Target Center 19 187 | 3 - 3 |
| 7     | 19 mai     | Minnesota   | D 90-98   | Jamal Murray (35)  | Nikola Jokić (19)  | Nikola Jokić (7)  | Ball Arena 20 022    | 3 - 4 |

### Confrontations en saison régulière
| Conférence Est      | Conférence Est                             | Conférence Est                             | Conférence Ouest                           | Conférence Ouest                           | Conférence Ouest                           | Conférence Ouest                           | Conférence Ouest                           | Conférence Ouest                           |
| Division Atlantique | Division Atlantique                        | Division Atlantique                        | Division Nord-Ouest                        | Division Nord-Ouest                        | Division Nord-Ouest                        | Division Nord-Ouest                        | Division Nord-Ouest                        | Division Nord-Ouest                        |
| Équipe              | Domicile                                   | Extérieur                                  | Équipe                                     | Domicile                                   | Domicile                                   | Extérieur                                  | Extérieur                                  | Extérieur                                  |
| ------------------- | ------------------------------------------ | ------------------------------------------ | ------------------------------------------ | ------------------------------------------ | ------------------------------------------ | ------------------------------------------ | ------------------------------------------ | ------------------------------------------ |
| Boston              | 115-109                                    | 102-100                                    |                                            |                                            |                                            |                                            |                                            |                                            |
| Brooklyn            | 124-101                                    | 122-117                                    | Minnesota                                  | 98-111                                     | 116-107                                    | 89-110                                     | 115-112                                    |                                            |
| New York            | 113-100                                    | 84-122                                     | Oklahoma City                              | 117-118                                    | 93-119                                     | 128-95                                     | 100-105                                    |                                            |
| Philadelphie        | 111-105                                    | 121-126                                    | Portland                                   | 120-108                                    | 112-103                                    | 127-112                                    | 114-111                                    |                                            |
| Toronto             | 125-119                                    | 113-104                                    | Utah                                       | 110-102                                    | 142-121                                    | 111-124                                    | 111-95                                     |                                            |
| Division            | 8-2 (Domicile : 5-0; Extérieur : 3-2)      | 8-2 (Domicile : 5-0; Extérieur : 3-2)      | Division                                   | 10-6 (Domicile : 5-3; Extérieur : 5-3)     | 10-6 (Domicile : 5-3; Extérieur : 5-3)     | 10-6 (Domicile : 5-3; Extérieur : 5-3)     | 10-6 (Domicile : 5-3; Extérieur : 5-3)     | 10-6 (Domicile : 5-3; Extérieur : 5-3)     |
| Division Centrale   | Division Centrale                          | Division Centrale                          | Division Pacifique                         | Division Pacifique                         | Division Pacifique                         | Division Pacifique                         | Division Pacifique                         | Division Pacifique                         |
| Équipe              | Domicile                                   | Extérieur                                  | Équipe                                     | Domicile                                   | Domicile                                   | Extérieur                                  | Extérieur                                  | Extérieur                                  |
| Chicago             | 123-101                                    | 114-106                                    | Golden State                               | 108-105                                    | 120-114                                    | 130-127                                    | 119-103                                    |                                            |
| Cleveland           | 130-101                                    | 109-121                                    | L.A. Clippers                              | 111-108                                    |                                            | 113-104                                    | 102-111                                    | 100-102                                    |
| Detroit             | 131-114                                    | 107-103                                    | L.A. Lakers                                | 119-107                                    |                                            | 114-106                                    | 124-114                                    |                                            |
| Indiana             | 117-109                                    | 114-109                                    | Phoenix                                    | 107-117 (OT)                               | 97-104                                     |                                            | 119-111                                    |                                            |
| Milwaukee           | 113-107                                    | 95-112                                     | Sacramento                                 | 98-102                                     | 117-96                                     | 117-123                                    | 106-135                                    |                                            |
| Division            | 8-2 (Domicile : 5-0; Extérieur : 3-2)      | 8-2 (Domicile : 5-0; Extérieur : 3-2)      | Division                                   | 11-7 (Domicile : 5-3; Extérieur : 6-4)     | 11-7 (Domicile : 5-3; Extérieur : 6-4)     | 11-7 (Domicile : 5-3; Extérieur : 6-4)     | 11-7 (Domicile : 5-3; Extérieur : 6-4)     | 11-7 (Domicile : 5-3; Extérieur : 6-4)     |
| Division Sud-Est    | Division Sud-Est                           | Division Sud-Est                           | Division Sud-Ouest                         | Division Sud-Ouest                         | Division Sud-Ouest                         | Division Sud-Ouest                         | Division Sud-Ouest                         | Division Sud-Ouest                         |
| Équipe              | Domicile                                   | Extérieur                                  | Équipe                                     | Domicile                                   | Domicile                                   | Extérieur                                  | Extérieur                                  | Extérieur                                  |
| Atlanta             | 142-110                                    | 129-122                                    | Dallas                                     | 125-114                                    | 130-104                                    | 105-107                                    |                                            |                                            |
| Charlotte           | 111-93                                     | 102-95                                     | Houston                                    | 134-124                                    | 106-114                                    | 104-107                                    | 86-105                                     |                                            |
| Miami               | 103-97                                     | 100-88                                     | Memphis                                    | 142-105                                    | 128-103                                    | 108-104                                    | 126-111                                    |                                            |
| Orlando             | 120-122                                    | 119-124                                    | New Orleans                                | 134-116                                    | 125-113                                    | 110-115                                    |                                            |                                            |
| Washington          | 130-110                                    | 113-104                                    | San Antonio                                | 132-120                                    | 110-105                                    | 117-106                                    | 120-121                                    |                                            |
| Division            | 8-2 (Domicile : 4-1; Extérieur : 4-1)      | 8-2 (Domicile : 4-1; Extérieur : 4-1)      | Division                                   | 12-6 (Domicile : 9-1; Extérieur : 3-5)     | 12-6 (Domicile : 9-1; Extérieur : 3-5)     | 12-6 (Domicile : 9-1; Extérieur : 3-5)     | 12-6 (Domicile : 9-1; Extérieur : 3-5)     | 12-6 (Domicile : 9-1; Extérieur : 3-5)     |
| Conférence          | 24-6 (Domicile : 14-1; Extérieur : 10-5)   | 24-6 (Domicile : 14-1; Extérieur : 10-5)   | Conférence                                 | 33-19 (Domicile : 19-7; Extérieur : 14-12) | 33-19 (Domicile : 19-7; Extérieur : 14-12) | 33-19 (Domicile : 19-7; Extérieur : 14-12) | 33-19 (Domicile : 19-7; Extérieur : 14-12) | 33-19 (Domicile : 19-7; Extérieur : 14-12) |
| Total               | 57-25 (Domicile : 33-8; Extérieur : 24-17) | 57-25 (Domicile : 33-8; Extérieur : 24-17) | 57-25 (Domicile : 33-8; Extérieur : 24-17) | 57-25 (Domicile : 33-8; Extérieur : 24-17) | 57-25 (Domicile : 33-8; Extérieur : 24-17) | 57-25 (Domicile : 33-8; Extérieur : 24-17) | 57-25 (Domicile : 33-8; Extérieur : 24-17) | 57-25 (Domicile : 33-8; Extérieur : 24-17) |

## Classements

### Saison régulière
| Conférence Ouest | Conférence Ouest                    | Conférence Ouest | Conférence Ouest | Conférence Ouest | Conférence Ouest | Conférence Ouest | Conférence Ouest |
| No               | Franchise                           | Vic.             | Def.             | MJ               | V/D              | GB               |                  |
| ---------------- | ----------------------------------- | ---------------- | ---------------- | ---------------- | ---------------- | ---------------- | ---------------- |
| 1                | c - Thunder d'Oklahoma City         | 57               | 25               | 82               | .695             | -                |                  |
| 2                | x - Nuggets de Denver               | 57               | 25               | 82               | .695             | -                |                  |
| 3                | x - Timberwolves du Minnesota       | 56               | 26               | 82               | .683             | 1                |                  |
| 4                | y - Clippers de Los Angeles         | 51               | 31               | 82               | .622             | 6                |                  |
| 5                | y - Mavericks de Dallas             | 50               | 32               | 82               | .610             | 7                |                  |
| 6                | x - Suns de Phoenix                 | 49               | 33               | 82               | .598             | 8                |                  |
|                  |                                     |                  |                  |                  |                  |                  |                  |
| 7                | x - Pelicans de La Nouvelle-Orléans | 49               | 33               | 82               | .598             | 8                |                  |
| 8                | x - Lakers de Los Angeles           | 47               | 35               | 82               | .573             | 10               |                  |
| 9                | pi - Kings de Sacramento            | 46               | 36               | 82               | .561             | 11               |                  |
| 10               | pi - Warriors de Golden State       | 46               | 36               | 82               | .561             | 11               |                  |
|                  |                                     |                  |                  |                  |                  |                  |                  |
| 11               | o - Rockets de Houston              | 41               | 41               | 82               | .500             | 16               |                  |
| 12               | o - Jazz de l'Utah                  | 31               | 51               | 82               | .378             | 26               |                  |
| 13               | o - Grizzlies de Memphis            | 27               | 55               | 82               | .329             | 30               |                  |
| 14               | o - Spurs de San Antonio            | 22               | 60               | 82               | .268             | 35               |                  |
| 15               | o - Trail Blazers de Portland       | 21               | 61               | 82               | .256             | 36               |                  |

| Division Nord-Ouest           | V  | D  | MJ | V/D  | GB | Dom   | Ext   | Div  |
| ----------------------------- | -- | -- | -- | ---- | -- | ----- | ----- | ---- |
| c - Thunder d'Oklahoma City   | 57 | 25 | 82 | .695 | -  | 33-8  | 24-17 | 12-4 |
| x - Nuggets de Denver         | 57 | 25 | 82 | .695 | -  | 33-8  | 24-17 | 10-6 |
| x - Timberwolves du Minnesota | 56 | 26 | 82 | .683 | 1  | 30-11 | 26-15 | 12-4 |
| o - Jazz de l'Utah            | 31 | 51 | 82 | .378 | 26 | 21-20 | 10-31 | 5-11 |
| o - Trail Blazers de Portland | 21 | 61 | 82 | .256 | 36 | 11-30 | 10-31 | 1-15 |

### NBA In-Season Tournament
| Rang | Équipe                          | Pts | J | G | P | Pp  | Pc  | Diff |
| ---- | ------------------------------- | --- | - | - | - | --- | --- | ---- |
| 1    | Pelicans de La Nouvelle-Orléans | 7   | 4 | 3 | 1 | 463 | 430 | 33   |
| 2    | Rockets de Houston              | 6   | 4 | 2 | 2 | 424 | 414 | 10   |
| 3    | Mavericks de Dallas             | 6   | 4 | 2 | 2 | 489 | 497 | -8   |
| 4    | Nuggets de Denver               | 6   | 4 | 2 | 2 | 432 | 442 | -10  |
| 5    | Clippers de Los Angeles         | 5   | 4 | 1 | 3 | 446 | 471 | -25  |